# Руффано
Руффано (итал. Ruffano) — коммуна в Италии, располагается в регионе Апулия, в провинции Лечче.
Население составляет 9717 человек (2008 г.), плотность населения составляет 249 чел./км². Занимает площадь 39 км². Почтовый индекс — 73049. Телефонный код — 0833.
Покровителем населённого пункта считается святой Sant’Antonio di Padova.

## Демография
Динамика населения:

## Администрация коммуны
- Официальный сайт: http://www.comune.ruffano.le.it/